# Іфіанасса
Іфіана́сса (грец. Iphianassa) — в грецькій міфології ім'я кількох міфічних героїнь.
З них найбільш відома дочка Агамемнона, згадувана у Гомера, в числі інших його дочок, з яких він будь-яку пропонує в дружини Ахілла, бажаючи примиритися з ним. Зазвичай її ототожнюють з Інфігерією. Автор «Кіпрій» називає чотирьох дочок Агамемнона, відрізняючи Іфіанассу і Інфігерію.